# آرامگاه بوعلی‌سینا

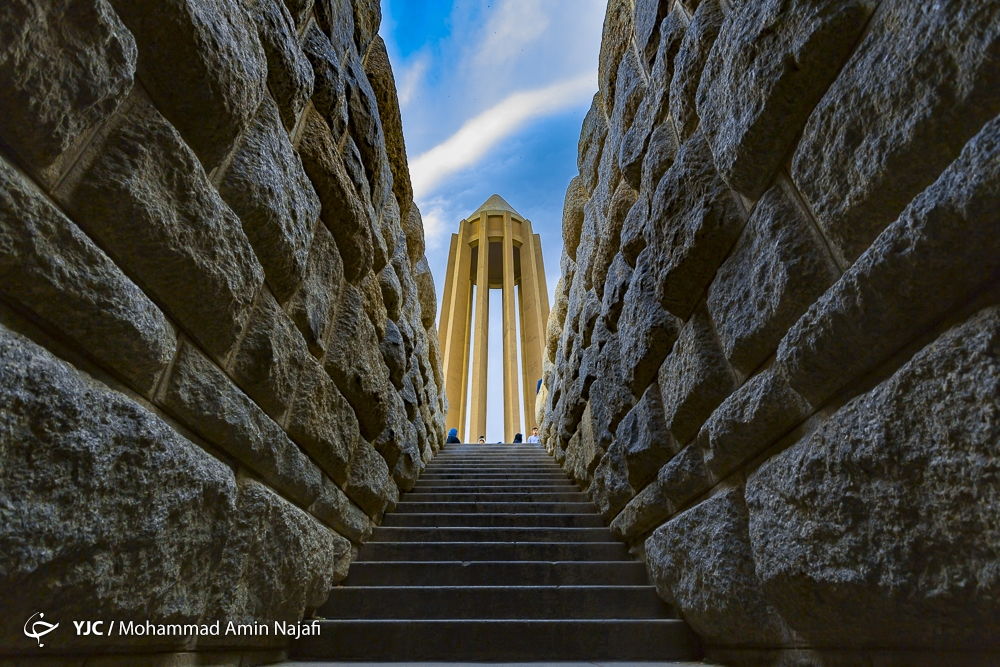

آرامگاه بوعلی سینا بنای یادبود ابن سینا فیلسوف، دانشمند و پزشک ایرانی است که در میدان بوعلی سینا در مرکز شهر همدان واقع شده‌است. این اثر در تاریخ ۲۱ اردیبهشت ۱۳۷۶ با شمارهٔ ثبت ۱۸۶۹ به‌ عنوان یکی از آثار ملی ایران به ثبت رسیده‌است.

## تاریخچه

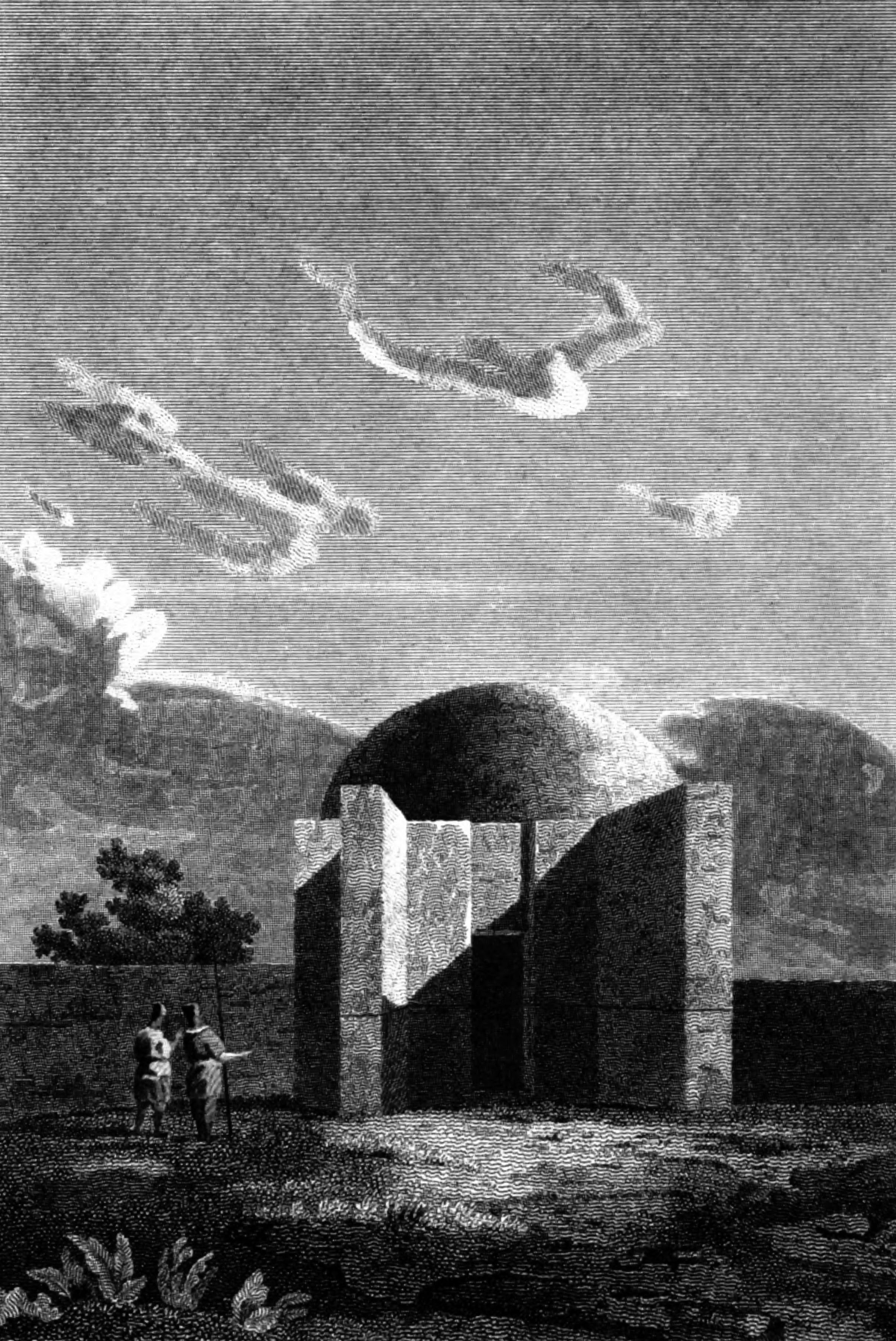
نمای آرامگاه در دوران فتحعلی شاه

بنای قبلی آرامگاه بوعلی سینا در زمان قاجاریه ساخته شده بود. این مقبره به دستور دختری به نام نگار، نوه فتحعلی شاه قاجار بنا شد. مقدمات ساخت بنای کنونی در سال ۱۳۲۲ خورشیدی فراهم شد که محمدرضا شاه پهلوی شخصاّ یکصد هزار تومان برای ساخت آرامگاه اختصاص داد و انجمن آثار ملی نقشه ساختمان آرامگاه را به مناقصه گذاشت. مناقصه را مهندسین ایرانی بردند. طرح آرامگاه را مهندس هوشنگ سیحون به سبک معماری دوره و سده‌ای که بوعلی سینا در آن می‌زیسته از روی قدیمی‌ترین بنای تاریخ دار اسلامی یعنی برج گنبد قابوس در شهر گنبد کاووس اقتباس کرد.
انجمن آثار ملی سپس از راه فروش تمبر و جلب کمک‌های دیگر گردآوری بقیه هزینه را تأمین و بنای آرامگاه را آغاز کرد. در ۲۲ اسفند ۱۳۲۶ به پیشنهاد وزارت فرهنگ (در زمان وزارت دکتر علی‌اکبر سیاسی) هیئت وزیران برای ساخت آرامگاه اجازه داد در سه نوبت به فاصله سه ماه، هر بار سیصد هزار بلیط بخت‌آزمایی به بهای دو تومان فروخته شود و دو سوم درآمد به دست آمده، هزینه جشن هزاره ابوعلی سینا و ساخت آرامگاه او شود.
تا سال ۱۳۳۰ بنای آرامگاه یک میلیون و دویست هزار تومان هزینه برده بود. شیر و خورشید سرخ، سازمان شاهنشاهی خدمات اجتماعی، شهرداری همدان و پارسیان هند نیز در تأمین این هزینه سهیم بودند. در این سال وزارت فرهنگ با گذراندن مصوبه‌ای در مجلس سیصد هزار تومان بودجه برای تکمیل ساختمان و پانصد هزار تومان برای برگزاری جشن هزاره بوعلی دریافت کرد که قرار بود در اردیبهشت ۱۳۳۱ برگزار شود.
کار ساخت بنای جدید آرامگاه در سال ۱۳۳۳ به پایان رسید. آرامگاه روز ۹ اردیبهشت ۱۳۳۳ با حضور محمدرضا شاه پهلوی و ملکه ثریا افتتاح شد. محل آرامگاه جدید بوعلی منزل مسکونی و مقبره فردی بنام ابوسعید دخوک، دوست صمیمی بوعلی سینا بوده‌است که بقایای جسد بوعلی سینا هم به این مکان منتقل و دفن شد. در غرفه آثار بوعلی عکسی از جمجمه بوعلی نیز در معرض دید گذاشته شده که هنگام جابجایی مقبره تهیه شده‌است.

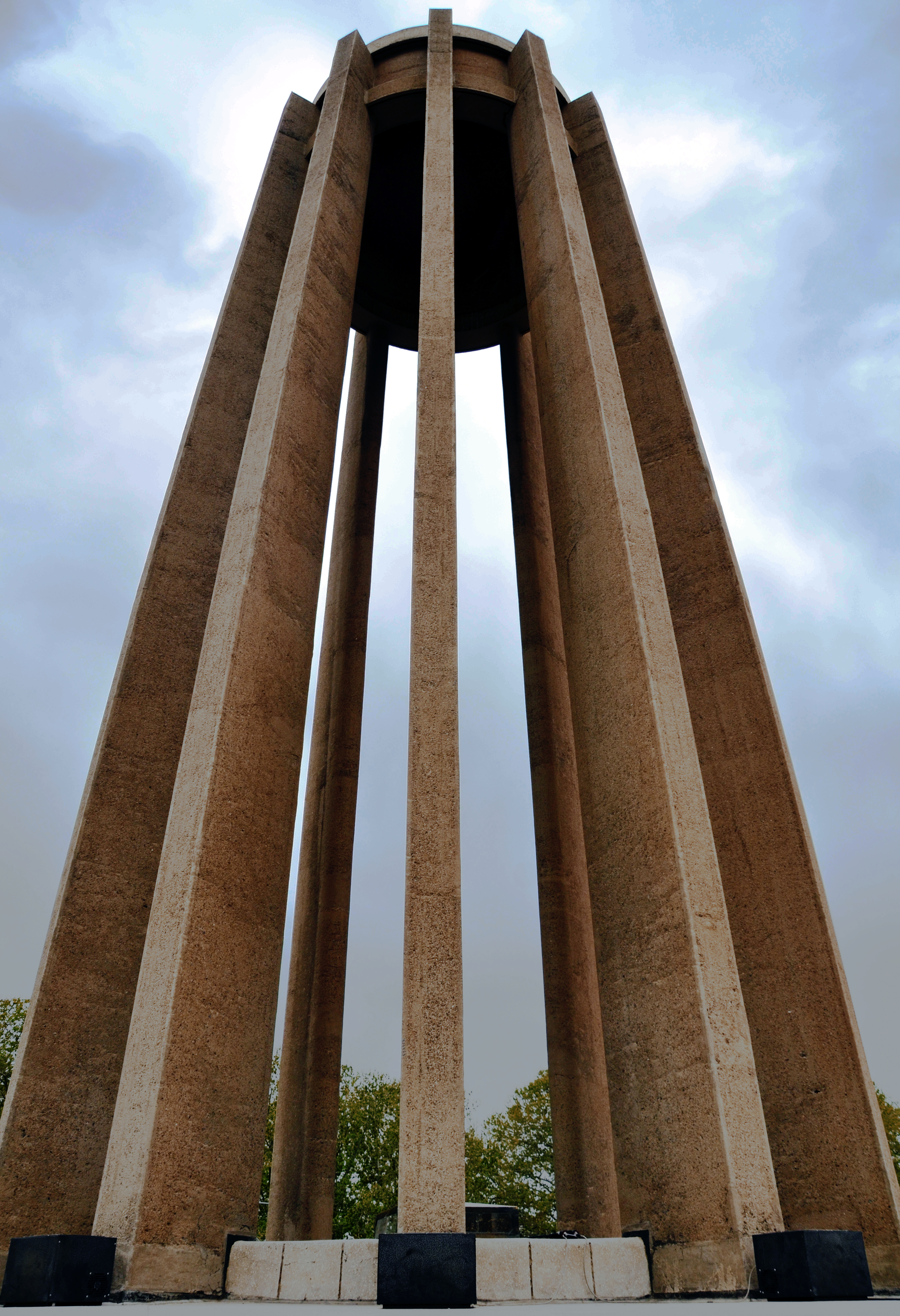
آرامگاه ابن سینا (بوعلی سینا) (پورسینا)

## مشخصات بنا
بنای آرامگاه تلفیقی از دو سبک معماری ایران باستان و ایران بعد از اسلام است. در طراحی این مجموعه از عناصری از هنر معماری سنتی ایرانی استفاده شده‌است. عناصری مانند برج، الهام گرفته از برج گنبد قابوس، باغچه‌ها متأثر از باغهای ایرانی، آب‌نماها الهام گرفته از حوض خانه‌های سنتی و نمائی با روکار سنگهای حجیم و خشن خارا که با سنگ گرانیت کوهستان الوند آراسته شده و نمودار کاخهای باستانی ایرانیان است.
به گفتهٔ سیحون (در کتاب نیم قرن آثار معماری و نقاشی سیحون) ۱۰ ستون ایوان نشانهٔ ده قرن پس از بوعلی ست (با توجه به اینکه ساخت این آرامگاه به مناسبت گرامیداشت هزاره بوعلی بود) و ۱۲ ستون برج نمادی از دوازده دانشی ست که بوعلی در روزگار خود بر همهٔ آنها چیره بود.
درحال حاضر تالار جنوبی آرامگاه به عنوان موزه محل نگهداری سکه، سفال، برنز و سایر اشیاء کشف شده مربوط به هزاره‌های قبل از میلاد و دوران اسلامی اختصاص یافته و در تالار شمالی کتابخانه‌ای مشتمل بر ۸۰۰۰ جلد کتاب خطی و چاپی نفیس ایرانی و خارجی و غرفه‌هایی مربوط به آثار بو علی سینا و شعرا و نویسندگان همدانی نگهداری می‌شود. مکمل این بنا بوستانی به شکل نیم دایره با فضای سبز است و نیز تندیس ابوعلی سینا در حالی که کتابی در دست دارد در ضلع شرقی میدان نصب شده‌است.

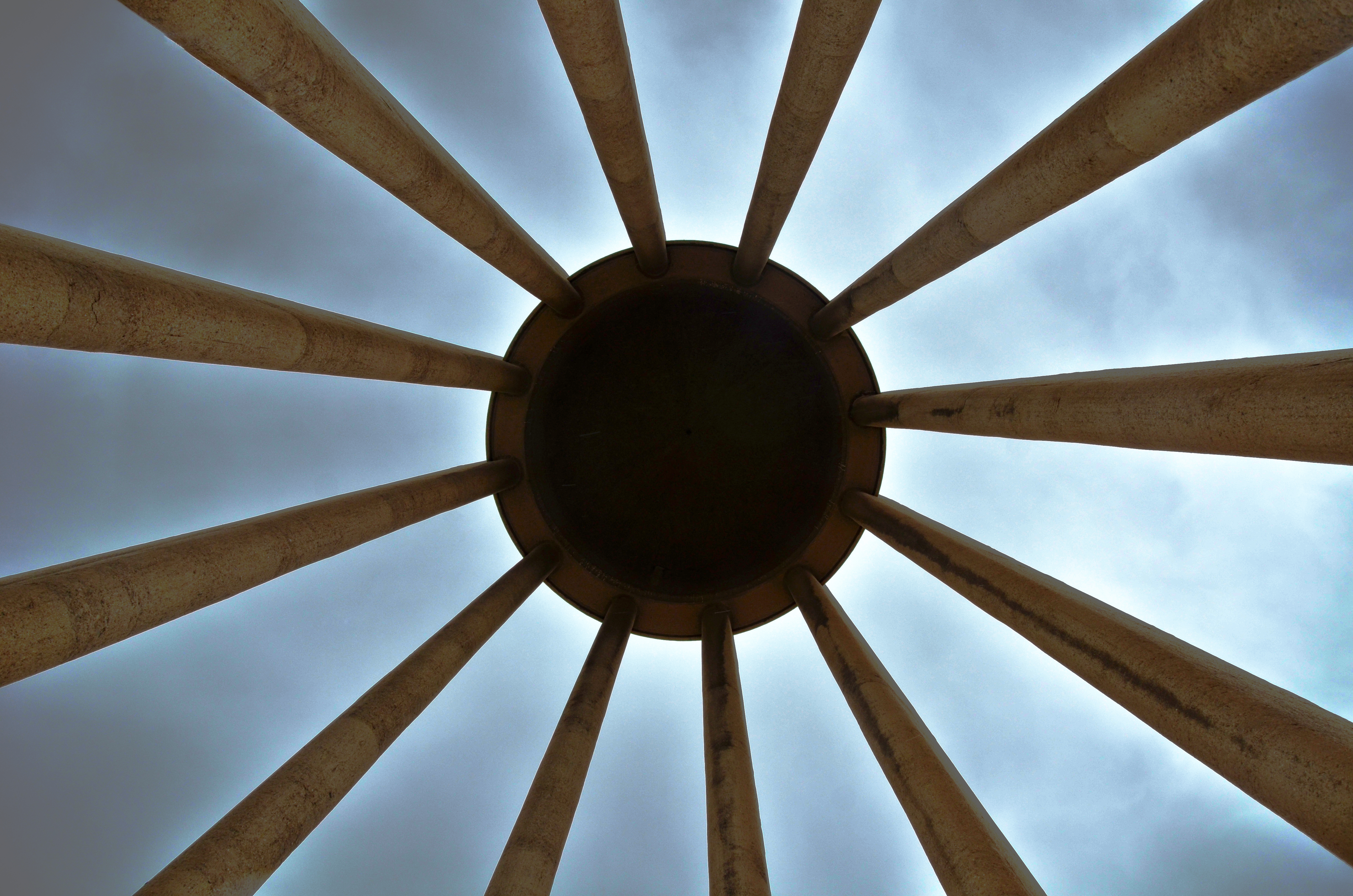
آرامگاه پورسینا (ابن سینا) (بوعلی سینا) - همدان - ایران

## تصویر روی اسکناس
| تصویر | تصویر | ارزش | دوره چاپ            | سال چاپ                     |
| رو    | پشت   | ارزش | دوره چاپ            | سال چاپ                     |
| ----- | ----- | ---- | ------------------- | --------------------------- |
|       |       | ۱۰   | پهلوی دوم           | ۱۳۳۳ سری ششم بانک ملی ایران |
|       |       | ۲۰۰  | جمهوری اسلامی ایران | ۱۳۶۲–۱۳۶۰ سری بارگاهی       |

## نگارخانه

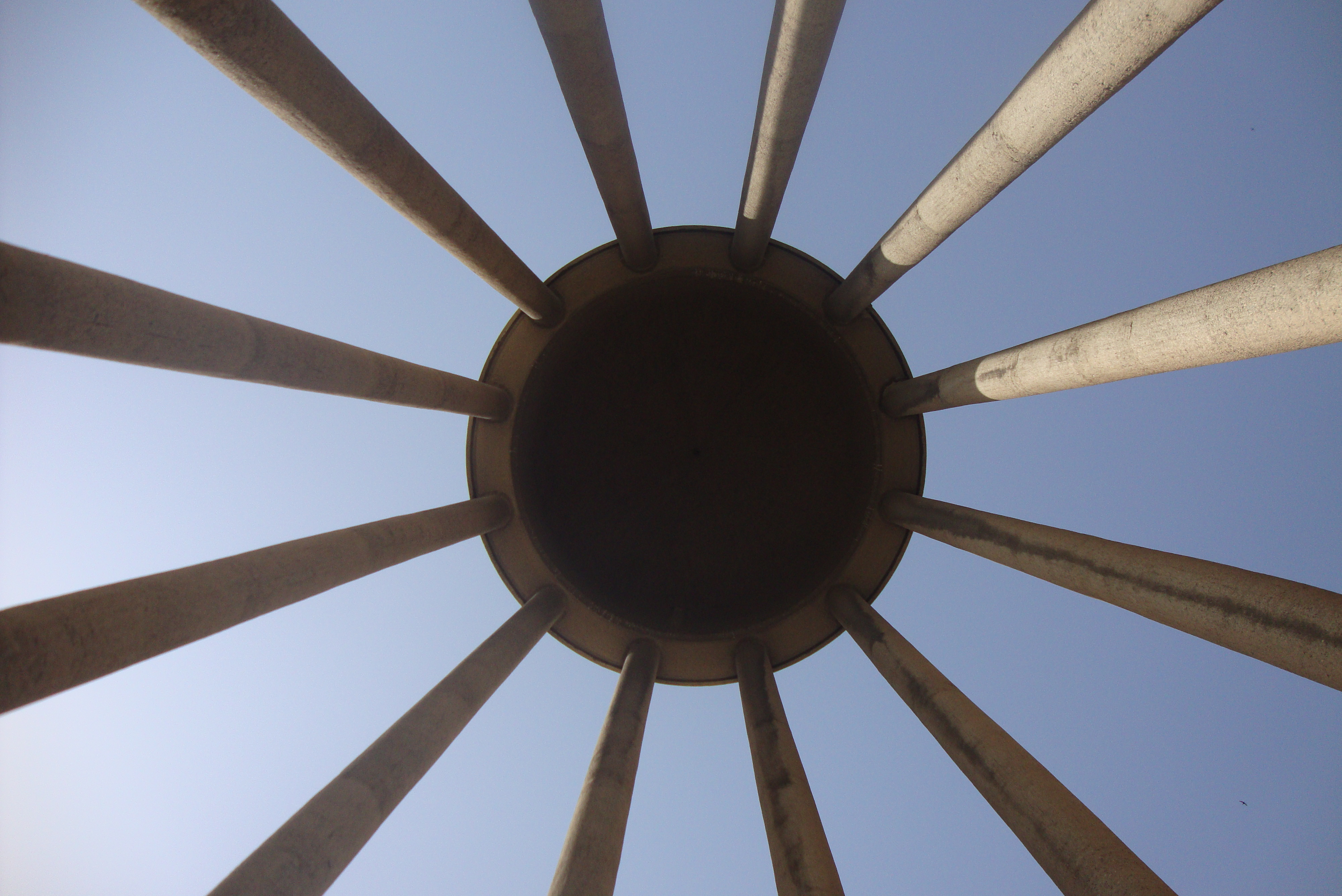
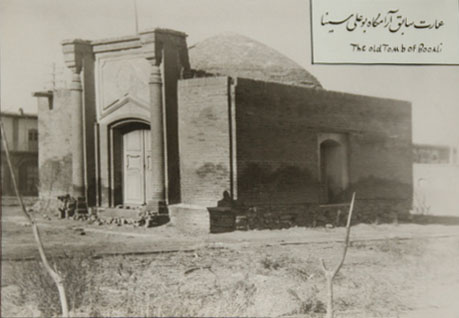
آرامگاه ابن سینا در دوره قاجار
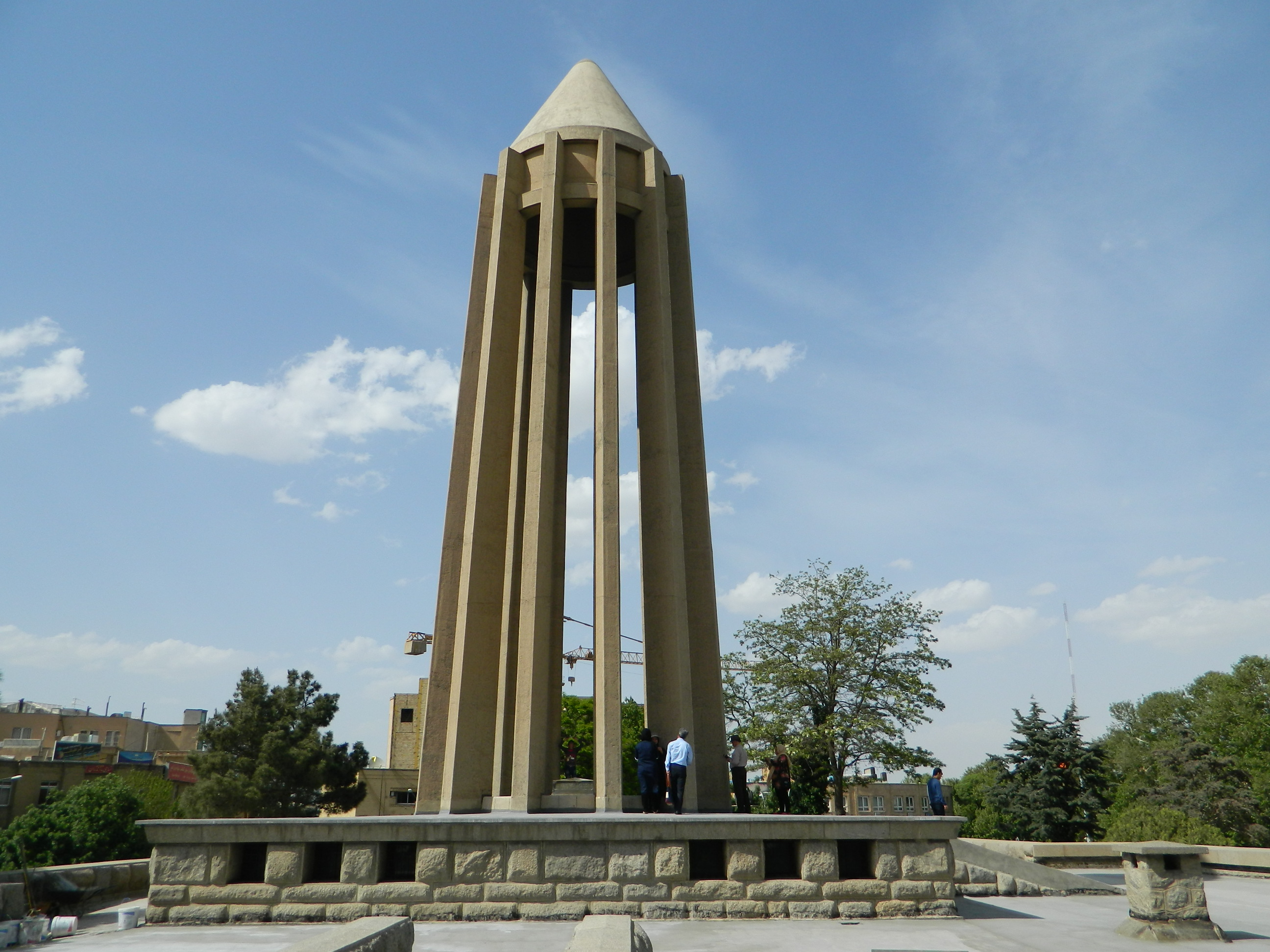
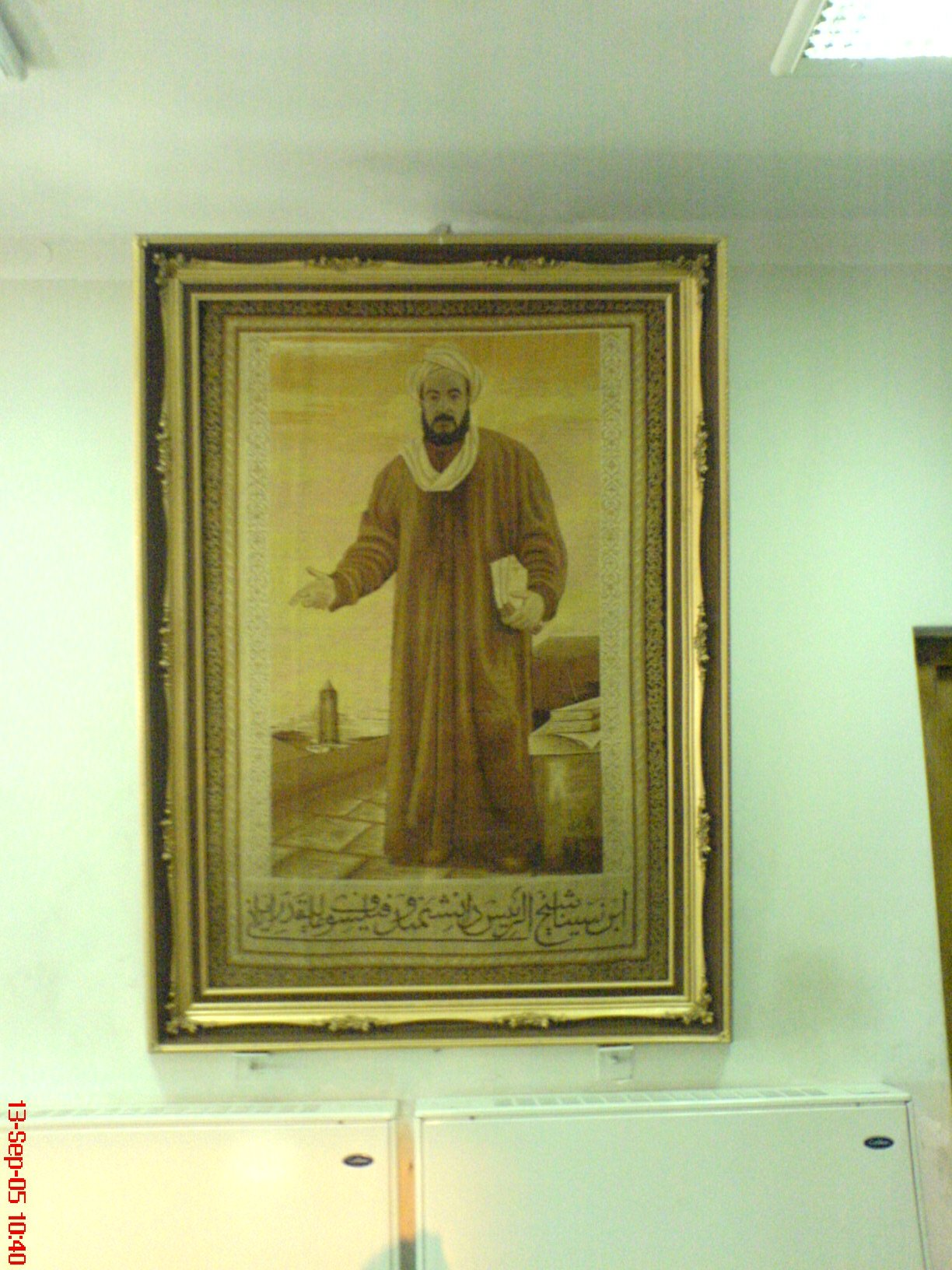
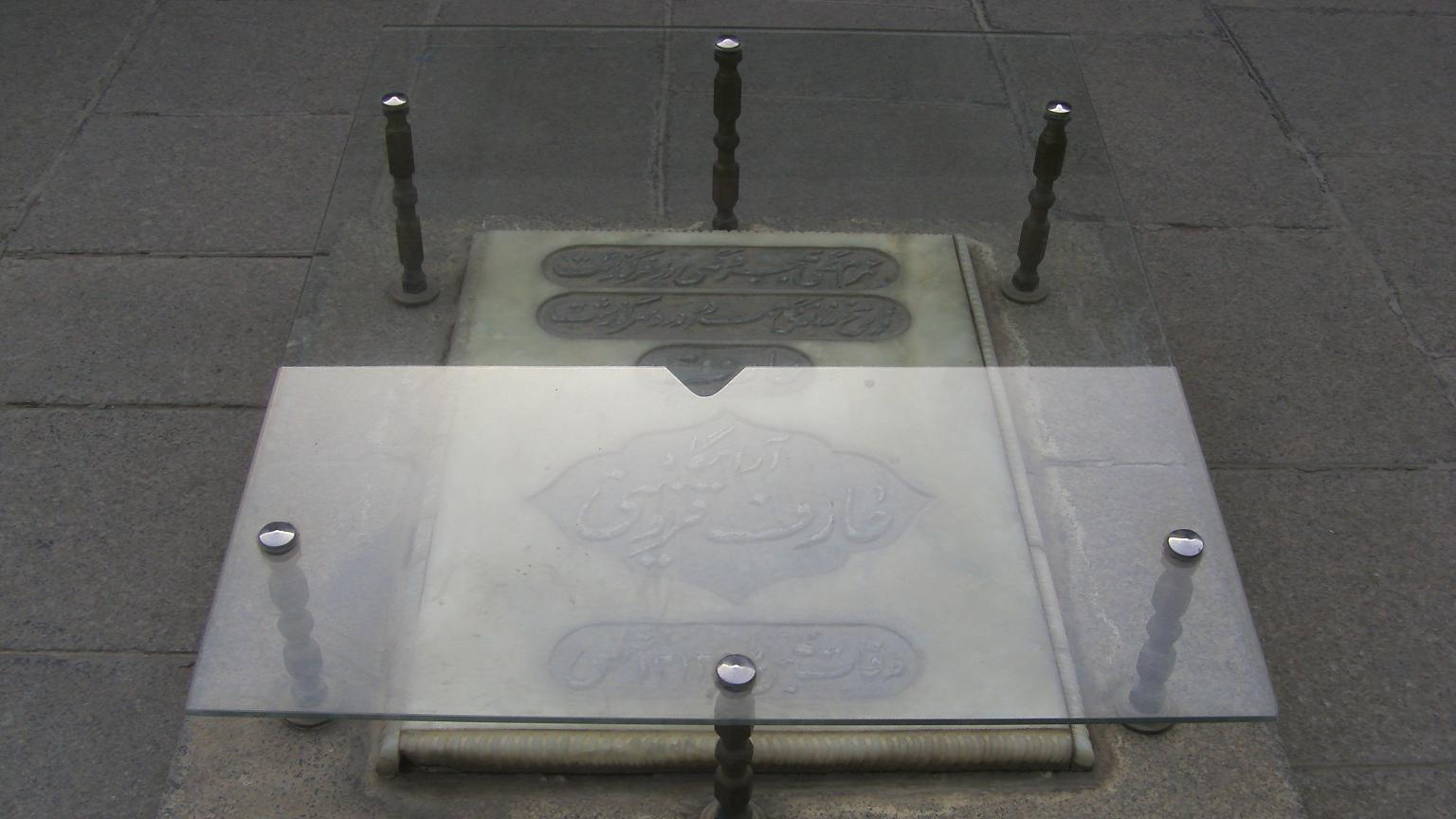
آرامگاه عارف قزوینی
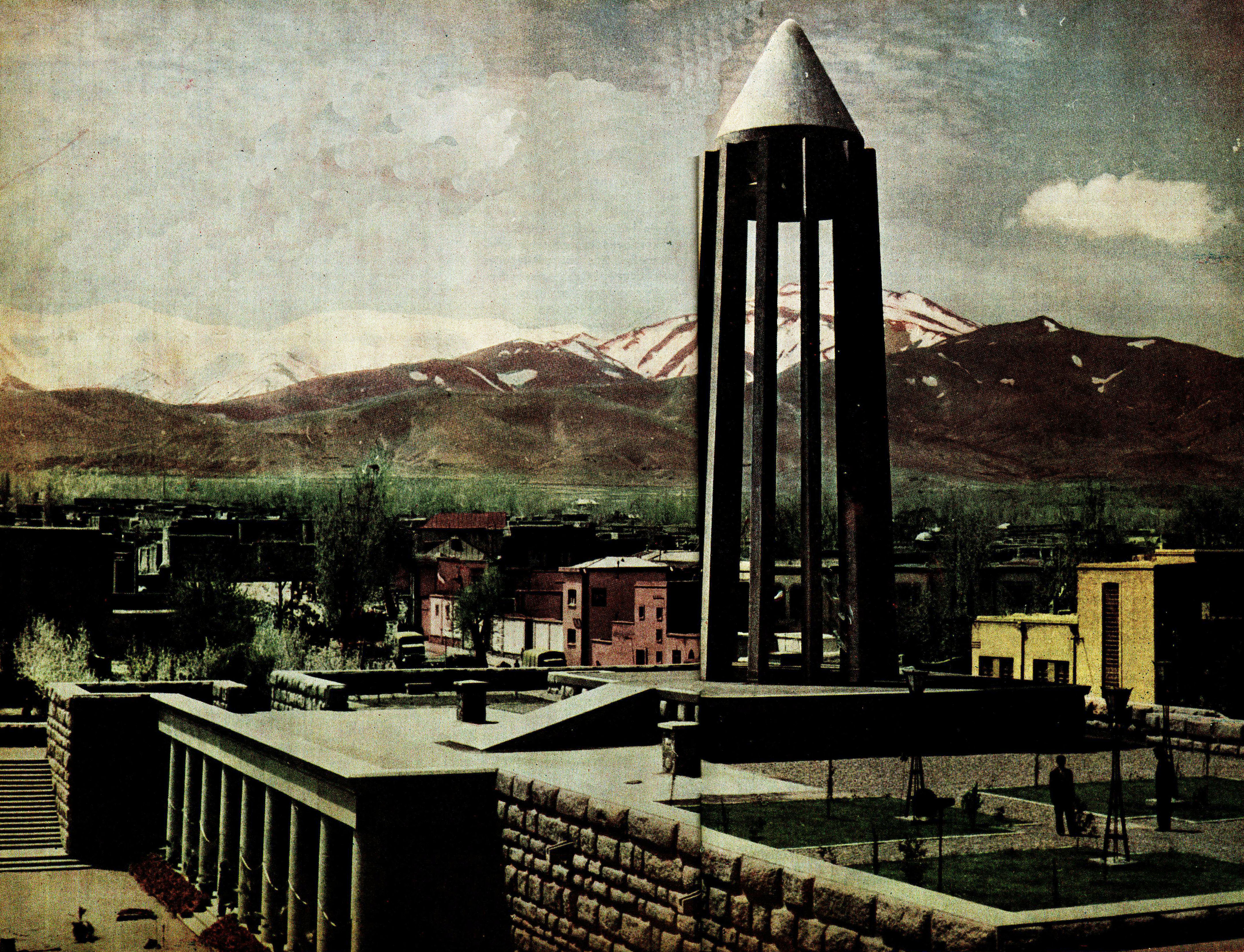
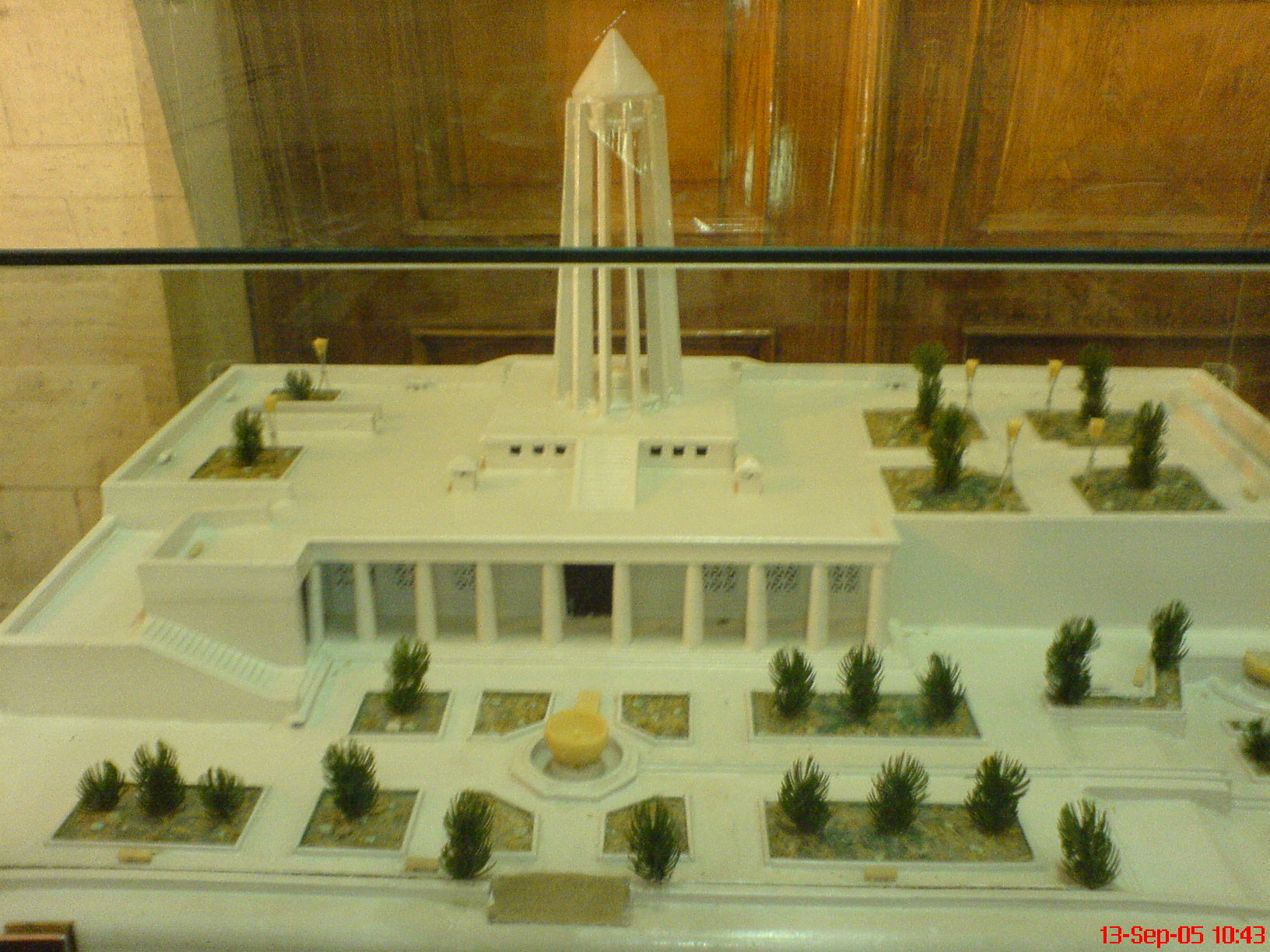
ماکت مجموعه
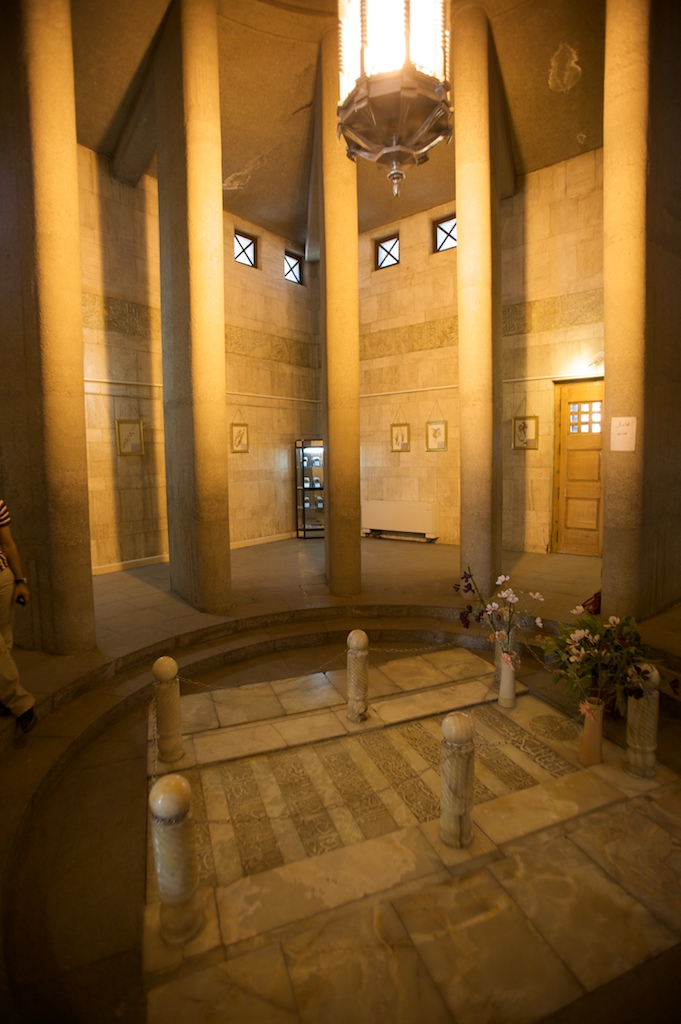